# Richard Brathwaite
Richard Brathwaite (Burneside, 1588 – Catterick, 4 maggio 1673) è stato un poeta inglese.

## Biografia
Secondogenito di Thomas Brathwaite, avvocato, e di sua moglie Dorothy Bindloss, studiò presso l'Oriel College di Oxford dove entrò nel 1604 e a cui nel 1621 dedicò il suo poema dal titolo Times Curtaine Drawne, or, The Anatomie of Vanitie. Successivamente si trasferì a Cambridge, probabilmente presso il Pembroke College per studiare legge, dal momento che si trovava sotto la protezione di Lancelot Andrewes, master del college fino al 1605. L'11 maggio 1609, fu ammesso praticante di legge al Gray's Inn di Londra, ma alla morte del padre l'anno seguente, si dedicò all'amministrazione delle proprietà di famiglia lasciate in eredità.
Sebbene i suoi scritti alludano alla Londra del suo tempo e all'ambiente di corte non è molto chiaro il suo ruolo e la sua posizione nel contesto letterario londinese. Nelle opere di altri autori contemporanei esistono scarsi riferimenti a questa figura, a eccezione del fatto che sappiamo per certo che conoscesse Thomas Heywood e che Thomas Nabbes gli dedicò nel 1640 la sua opera dal titolo The Unfortunate Mother.
Le dediche nelle sue opere fanno riferimento ad importanti figure aristocratiche di corte, come Henry Wriothesley, III conte di Southampton, a cui dedicò nel 1614 The Schollers Medley, e Henry Somerset, I marchese di Worcester, a cui dedicò nel 1635 The Arcadian Princesse.
Il suo primo componimento fu stampato nel 1611 con il titolo The Golden Fleece, una raccolta di poemi, e nel 1614 una raccolta di pastorali intitolata The Poet's Willow e un trattato morale dal titolo The Prodigals Teares sul tema della vanità.